# Юрий Нирков
Юрий Нирков е съветски генерал и футболист. Той е единственият футболист в света, достигнал до това военно звание. Участвал във Втората световна война като артилерист, след войната Нирков играе за тима на ЦДКА Москва като защитник.

## Биография
Роден е във Вишний Волочок през 1924 г. Започва да се занимава с футбол в детския тим на пионерите през 1936 г. До началото на войната играе в тима на Криля Советов (Москва). На 30 юни 1941 г., 8 дни след като Нацистка Германия напада СССР, Нирков е пратен в строителната бригада в град Вязма. След това участва в строителството на отбранителни съоръжения на река Сура.
В периода 1942-1943 учи в Тамбовското артилерийско училище и завършва със звание младши лейтенант. През май 1943 г. е изпратен на Калининския фронт. Там е командир на взвод, доставящ боеприпаси на самоходната артилерия. Взводът на Юрий действа в най-опасните части на фронта и понася големи щети. Нирков е участвал в Корсун-Шевченковската операция, в която Червената армия обсажда частите на Вермахта и разгромява два корпуса на немската армия. След това Нирков участва и в освобождението на Полша, като неговият полк достига град Шчечин. Полкът на Нирков е част и от Битката за Берлин през май 1945 г.
След войната играе в армейския тим на съветските войски в Германия. През 1946 г. те играят контрола с ЦДКА Москва, след което Анатолий Тарасов предлага на Нирков да премине в тима на московските армейци. Юрий дълго отказва, но наркая е привлечен.
През 1947 г. става шампион в първенството на дублиращите отбори, след което става част от първия тим. Той е част от така наречения „Отбор на лейтенантите“ и става шампион на СССР през 1948, 1950 и 1951 г. и печели купата на страната през 1948 и 1951 г. Юрий е основен играч в отбраната на ЦДКА (от 1951 г. ЦДСА) и е втори капитан на отбора. През 1952 г. изиграва 3 мача за националния тим на СССР. Участва на Олимпиадата в Хелзинки, като там „Сборная“ губи от Югославия. За поражението са обвинени играчите на ЦДСА, съставящи основата на олимпийския тим, и клубът е разформирован.
Нирков играе в МВО Москва, преди отборът да се разформирова през 1953 г. След това завършва кариерата си във възродения тим на ЦДСА Москва. Във футболната си кариера има 94 мача за московските армейци и 3 мача за МВО. Получава лиценз за съдия на републиканско ниво, организирал е приятелски мачове между военни отбори на СССР и ГДР.
След като престава да се занимава с футбол Нирков се завръща към военното дело. Завършва Академията на бронетанковите войски със звание майор. От 1956 до 1965 г. заема длъжности в ГСВГ (съветските войски в ГДР). След това е част от Академията на Генералния щаб, като през 1980 г. е произведен в звание генерал-майор. В края на 80-те години е председател на Футболната федерация на РСФСР и заместник-председател на Съветската футболна федерация.
До края на живота си през 2005 г. председателства различни комитети на спортни ветерани.